# Пол Ґодуан
Пол Ґодуан (англ. Paul Gaudoin, 12 серпня 1975) — австралійський хокеїст на траві.
Бронзовий призер Олімпійських Ігор 1996, 2000 років.
Переможець Ігор Співдружності 1998, 2002 років.
Переможець Трофею чемпіонів 1999 року.